# لینکولن پارک (جورجیا)
لینکولن پارک (به انگلیسی: Lincoln Park) یک منطقهٔ مسکونی در ایالات متحده آمریکا است که در شهرستان اوپسون، جورجیا واقع شده‌است. لینکولن پارک ۲٫۷ کیلومتر مربع مساحت و ۱٬۱۲۲ نفر جمعیت دارد و ۲۱۸ متر بالاتر از سطح دریا واقع شده‌است.